# ژان لوئیس کازز
ژان لوئیس کازز (انگلیسی: Jean-Louis Cazes؛ زادهٔ ۲ اکتبر ۱۹۵۱) بازیکن فوتبال اهل فرانسه است.
از باشگاه‌هایی که در آن بازی کرده‌است می‌توان به باشگاه فوتبال سن-اتین و باشگاه فوتبال باستیا اشاره کرد.